# Głosowanie kwalifikowaną większością
| Kraj                    | Głosy | Pop. (mln) |
| ----------------------- | ----- | ---------- |
| Niemcy                  | 29    | 82,0       |
| Wielka Brytania         | 29    | 59,4       |
| Francja                 | 29    | 59,1       |
| Włochy                  | 29    | 57,7       |
| Hiszpania               | 27    | 39,4       |
| Polska                  | 27    | 38,6       |
| Rumunia                 | 14    | 21,2       |
| Holandia                | 13    | 15,8       |
| Grecja                  | 12    | 10,6       |
| Czechy                  | 12    | 10,3       |
| Belgia                  | 12    | 10,2       |
| Węgry                   | 12    | 10,0       |
| Portugalia              | 12    | 9,9        |
| Szwecja                 | 10    | 8,9        |
| Austria                 | 10    | 8,1        |
| Bułgaria                | 10    | 7,3        |
| Słowacja                | 7     | 5,4        |
| Dania                   | 7     | 5,3        |
| Finlandia               | 7     | 5,2        |
| Litwa                   | 7     | 3,7        |
| Irlandia                | 7     | 3,7        |
| Łotwa                   | 4     | 2,4        |
| Słowenia                | 4     | 2,0        |
| Estonia                 | 4     | 1,4        |
| Cypr                    | 4     | 0,8        |
| Luksemburg              | 4     | 0,4        |
| Malta                   | 3     | 0,4        |
| Razem                   | 345   |            |
| Większość kwalifikowana | 255   |            |
| Głosy blokujące         | 90    |            |

Głosowanie większością kwalifikowaną (Qualified Majority Voting (QMV)) – procedura głosowania stosowana obecnie przez Radę Unii Europejskiej przy podejmowaniu niektórych decyzji. Według procedury, każdy kraj członkowski posiada ustaloną liczbę głosów, zależną od wielkości populacji danego kraju.
Do przyjęcia wniosku przez Radę, spełnione muszą być wszystkie z poniższych warunków:
- propozycja musi zostać poparta 255 głosami z 345 możliwych (73,9%)
- propozycja musi zostać poparta przez większość krajów członkowskich (lub przez większość dwóch trzecich krajów – w przypadku gdy Rada działa nie na wniosek Komisji)
- kraje popierające wniosek muszą reprezentować przynajmniej 62% populacji UE – warunek ten podlega sprawdzeniu tylko na wyraźne żądanie państwa członkowskiego

W Traktacie Konstytucyjnym próbowano ułatwić procedurę. Głosowanie kwalifikowaną większością wymagałoby uzyskania poparcia 55% krajów członkowskich, reprezentujących 65% populacji UE. Dodatkowo, mniejszość blokująca musiałaby składać się z co najmniej 4 krajów członkowskich.

## Stosowanie QMV
Art 23. p 2 Traktatu Nicejskiego:

„[...]Rada stanowi większością kwalifikowaną w sytuacji, gdy:
- na podstawie wspólnych strategii przyjmuje wspólne działania i wspólne stanowiska lub podejmuje inne decyzje;
- podejmuje decyzję wykonującą wspólne działanie lub wspólne stanowisko;
- mianuje specjalnego przedstawiciela zgodnie z artykułem 18 ustęp 5.

Głosowanie nie dochodzi do skutku, jeżeli członek Rady oświadcza, że z ważnych względów polityki krajowej, które musi określić, zamierza się sprzeciwić przyjęciu decyzji podejmowanej większością kwalifikowaną. Rada, stanowiąc większością kwalifikowaną, może zażądać przedłożenia tej kwestii Radzie Europejskiej w celu podjęcia decyzji jednomyślnie”.
Zasada ta często nazywana jest „hamulcem bezpieczeństwa”.